# География на Никарагуа
Никарагуа е най-голямата по площ държава в Централна Америка, разположена между Тихия океан на югозапад и Карибско море на изток. Площта ѝ възлиза на 130 375 km², а населението към 1 януари 2019 г. – 96 486 000 души. Столица е град Манагуа. На северозапад и север Никарагуа граничи с Хондурас (дължина на границата 705 km), а на юг – с Коста Рика (360 km). Общата дължина на сухоземните граници (в т.ч. речни) е 1065 km. На югозапад Никарагуа се мие от водите на Тихия океан с дължина на бреговата ивица 405 km, като тук брега е разнообразен – нисък, хълмист, а на места стръмен и скалист, абразионен. На изток бреговете на страната се мият от водите на Карибско море и дължина на бреговата линия 670 km. Тук бреговете са праволинейни, ниски, силно заблатени и с множество лагуни. На Никарагуа принадлежат няколко острова в Карибско море: архипелазите Мискито, Маис и др.
Крайни точки:
- крайна северна точка – 15°01′46″ с. ш. 83°24′05″ з. д. / 15.029444° с. ш. 83.401389° з. д., десен бряг на река Коко, на границата с Хондурас
- крайна южна точка – 10°42′38″ с. ш. 83°55′42″ з. д. / 10.710556° с. ш. 83.928333° з. д., ляв бряг на река Сан Хуан, на границата с Коста Рика.
- крайна западна точка – 12°54′43″ с. ш. 87°41′29″ з. д. / 12.911944° с. ш. 87.691389° з. д., нос Касигуина, затварящ от юг залива Фонсека, на брега на тихия океан.
- крайна източна точка – континентална 14°59′24″ с. ш. 83°07′44″ з. д. / 14.99° с. ш. 83.128889° з. д., нос Грасиас Адиос, при устието на река Коко, на брега на Карибско море; островна 14°22′48″ с. ш. 82°44′08″ з. д. / 14.38° с. ш. 82.735556° з. д., малко островче, от островите мискито в Карибско море.[1][2]

## Релеф, геоложки строеж, полезни изкопаеми
В източната част на Никарагуа се простира алувиалната низина на Москитовия бряг с ширина до 130 km. Северните и централните части са заети от планини, силно разчленени от дълбоки речни долини. Тук в масива Кордилера Изабела се издига връх Киламбе 2438 m, най-високата точка на страната. На запад и юг лежи дълбока тектонска падина, в която са разположени големите езера Никарагуа (8624 km²) и Манагуа (1024 km²). Падината е обградена от вулканични масиви, в които има угаснали и действащи вулкани – Косигуина (846 m), Ел Виехо (1780 m), Момотомбо (1258 m), Ометепе (1556 m). Падината е активна сеизмична зона с последно катастрофално земетресение през 1972 г. В Никарагуа се разработват находища на злато, сребро и мед.

## Климат, води, растителност, животински свят
На североизток от тектонската падина климатът е тропичен, пасатен, постоянно влажен, със средни месечни температури 25 – 28°С и годишно количество на валежите от 2000 – 4000 до 6500 mm/m². Тук наветрените склонове са покрити с вечнозелени (в по-високите части смесени – дъбово-борови) гори с множество ценни дървесни видове. На подветрените югозападни склонове климатът е субекваториален, сезонно влажен с годишна сума на валежите 1000 – 1500 mm/m² и те са покрити листопадни (през сухия сезон) гори и храсти. Горите заемат над 50% от територията на Никарагуа. Над 90% от територията ѝ принадлежи към водосборния басейн на Карибско море и тук протичат най-големите реки на страната: Коко (560* km, по границата с Хондурас), Улана, Вава, Принсаполка, Рио Гранде (465 km), Куринуас, Ескондидо, Пунта Горда, Индио, Сан Хуан (192* km, по границата с Коста Рика). В Никарагуа обитават широконоси маймуни, тапири, пекари, мравояди и др. и множество гризачи, прилепи, птици, влечуги.